# Judith Bellaïche
Pour les articles homonymes, voir Bellaïche.
Judith Bellaïche, née le 2 février 1971 à Lille (originaire de Binningen, double nationale franco-suisse), est une personnalité politique suisse, membre du Parti vert'libéral. 
Elle est députée du canton de Zurich au Conseil national de décembre 2019 à décembre 2023.

## Biographie
Judith Bellaïche naît Judith Jäger le 2 février 1971 en France, à Lille, de deux parents français. Elle est originaire de Binningen, dans le canton de Bâle-Campagne, et possède également la nationalité française.
Elle passe son enfance et jeunesse à Bâle. Après avoir obtenu une licence en droit à l'Université de Bâle, elle travaille dans le secteur des services financiers, d'abord pour la Société de banque suisse, puis deux ans à Londres pour la banque d'investissements SG Warburg (en), puis de retour en Suisse pour Arthur Andersen et enfin Ernst & Young,,,.
En 2005, elle fonde sa propre entreprise d'organisation d'événements, notamment de mariages. En 2018, elle complète sa formation en obtenant une maîtrise en administration des affaires pour cadres de la Université de Saint-Gall. Elle est directrice de Swico, association professionnelle des entreprises du domaine numérique, depuis mai 2019,,,.
Elle est mariée depuis août 2000 et a deux fils, nés en 2002 et 2007. Elle habite à Zurich depuis septembre 2019, après avoir habité à Kilchberg (ZH) depuis mai 2011,.

## Parcours politique
Trouvant le Parti radical-démocratique trop peu écologiste et les Verts trop socialistes, elle adhère au Parti vert'libéral en 2007.
Elle est conseillère communale (exécutif) de Kilchberg (ZH) de 2010 à 2018.
Elle siège au Conseil cantonal de Zurich du 9 mai 2011 au 18 novembre 2019, où elle siège à la commission de l'économie et des redevances. Elle y est remplacée par Gabriel Mäder après son élection au Conseil national.
Elle est élue Conseil national lors des élections fédérales de 2019. Elle siège au sein de la Commission des affaires juridiques (CAJ). Elle n'est pas réélue en octobre 2023.